# Сломљено крило источног ждрала
Сломљено крило источног ждрала : 43 погледа на Јапан је књига о Јапану словеначко-српског писца Оки Петрова, објављена 2017. године. Књигу је објавила издавачка кућа Пресинг и Друштво за афирмацију културе из  Младеновца.

## О аутору
Оки Петров (1966) је псеудоним аутора чије је право име Рајко Бокић.

## О књизи
Књига “Сломљена крила источног ждрала” је приказ Јапана у 43 слике. Аутор је писао о вредностима које симболизују прошла и садашња времена јапанске културе и општим друштвеним питањима ове државе. 
Аутор у уводу истиче да се кроз 43 погледа савременог Јапана, провлачи попут сенке традиционални стари свет који је морао временом да се повуче испред најезде неких других, страних и њему опаких демона који су га протерали на далеке, нама данас једва видљиве хиризонте.
Аутор се бавио историјом Јапана, социолошким и антрополошким питањима, и тако пратио трансформацију јапанског друштва и државе кроз векове. Читалац може сазнати како се у свету затвореном за странце традиција негована вековима претвара у свој пуки обрис. 
Приказао је ово далекоисточно друштво које је јурећи за свакодневицом, није схватило да га ипак стиже казна пошто се одрекло рецепта за срећу који му је судбина нудила за живот у складу са сопственом природом. Али исто тако је приказао и да се на свој начин ипак опире стандардизацији живота по западном рецепту и да има сопствене одговоре на савремена искушења.